# Pittosporum pronyense
Pittosporum pronyense är en tvåhjärtbladig växtart som beskrevs av André Guillaumin. Pittosporum pronyense ingår i släktet Pittosporum och familjen Pittosporaceae. Inga underarter finns listade.